# Palazzo Vitelleschi
Pour les articles homonymes, voir Vitelleschi.

Le Palazzo Vitelleschi est un des palais de la ville de Tarquinia dans le nord du Latium en Italie. Il est accessible par la place Cavour.
Il héberge le Musée archéologique national de Tarquinia, dont les collections de vestiges étrusques font autorité et dont certaines pièces proviennent du site proche de la nécropole de Monterozzi.

## Histoire
Le palais  a été commencé entre 1436 et 1439 pour le cardinal Giovanni Maria Vitelleschi. Inachevé, il fut  continué en style Renaissance vers 1480-1490.

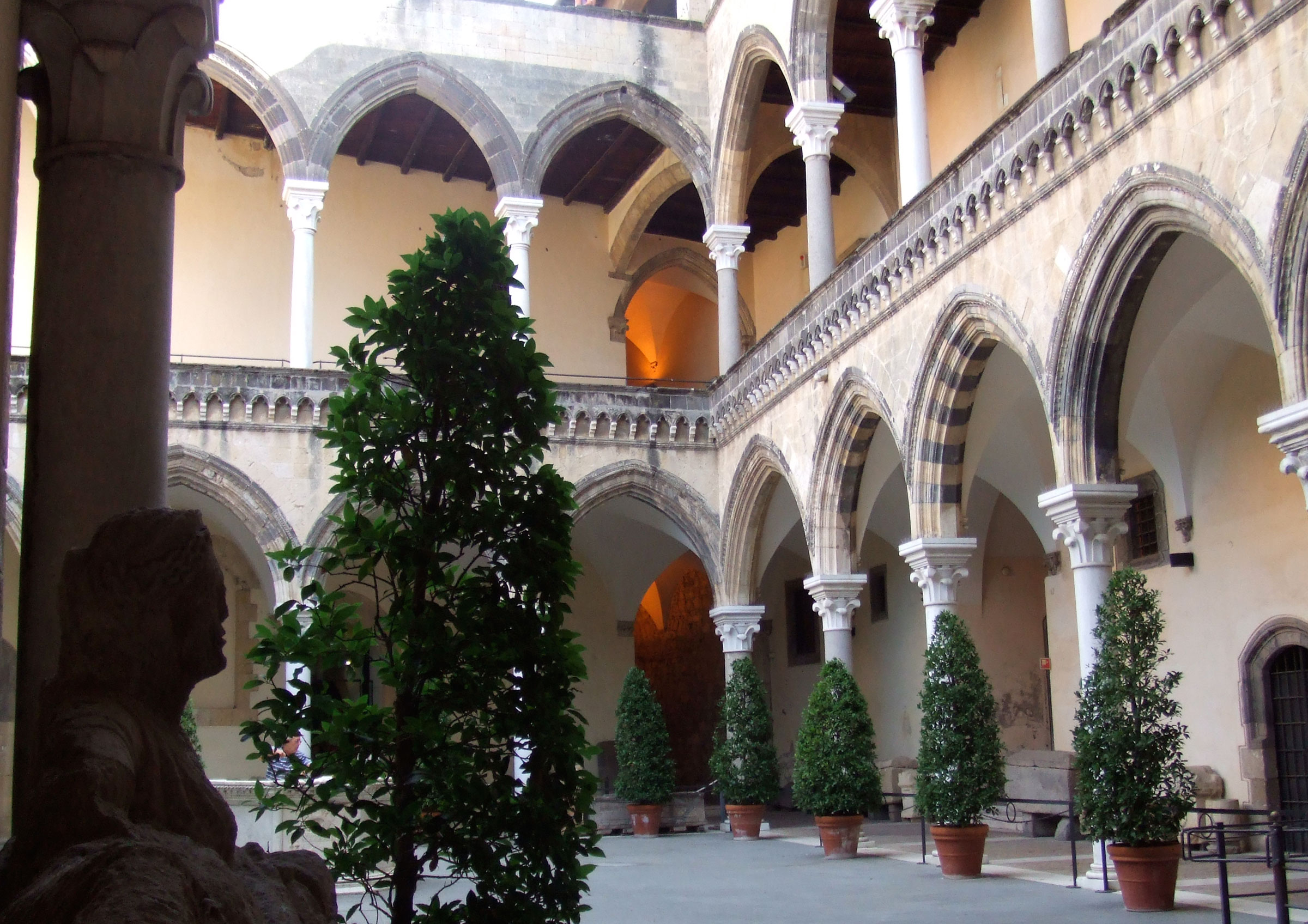
Cortile du palais.
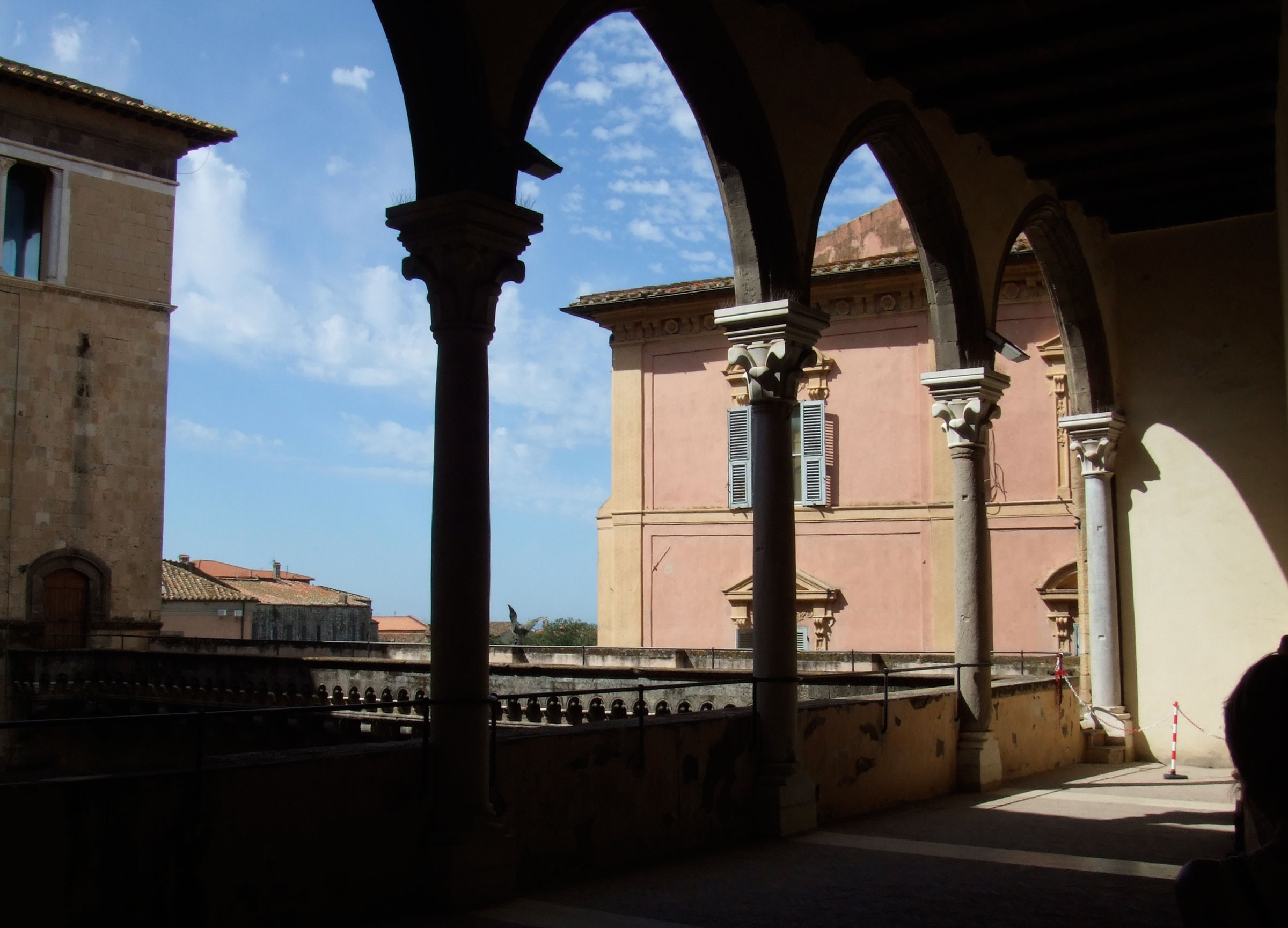
Loggia au second étage.
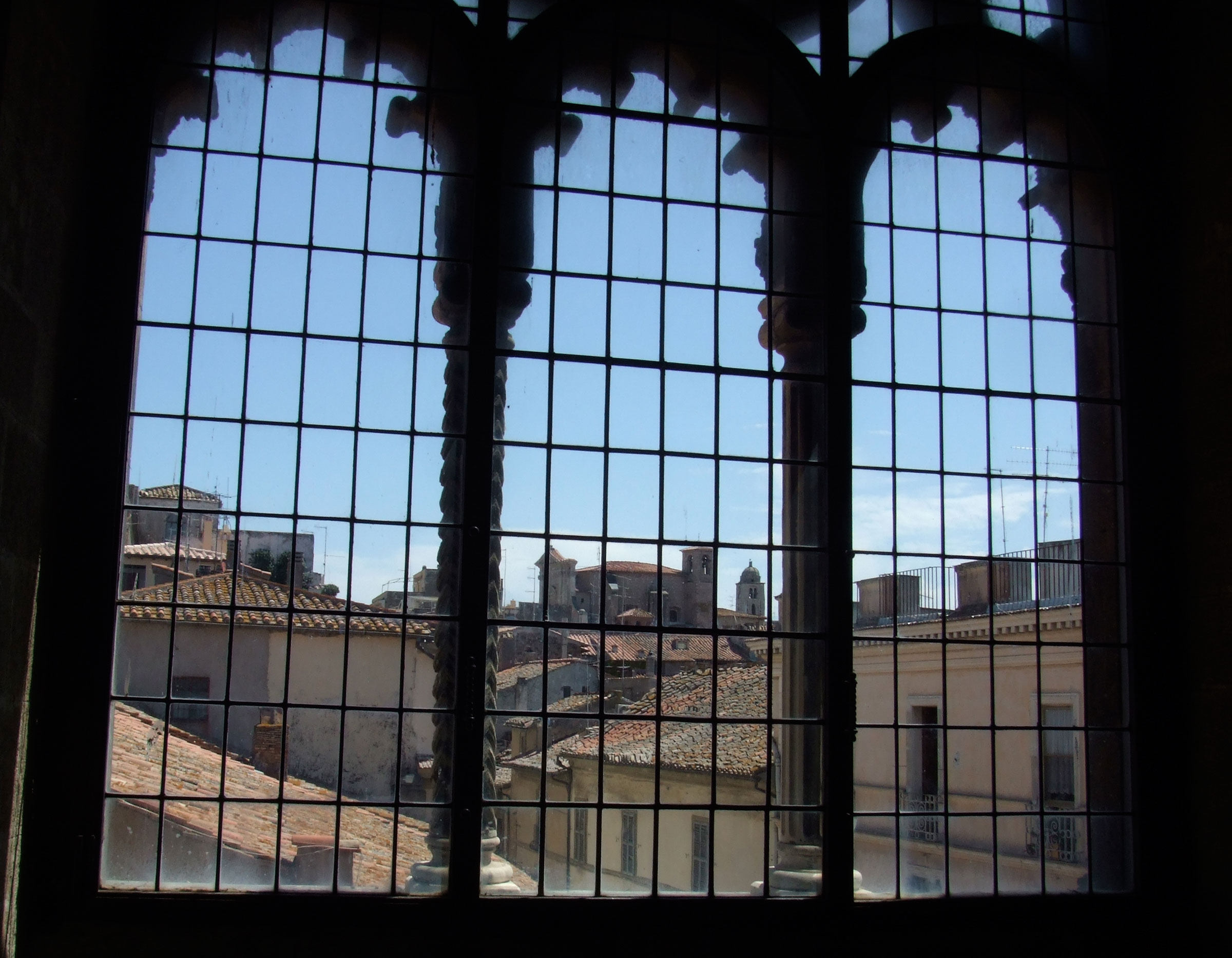
Les toits de la ville vus du palais.